# Списак епизода серије Бела лађа

Бела лађа је српска телевизијска серија, коју је РТС почео да емитује 17. децембра 2006. године, а чије емитовање је после 6 серијала окончано јубиларном деведесетом епизодом 1. априла 2012. Прва сезона је емитована од 17. децембра 2006. године до 27. маја 2007. године, друга од 24. фебруара до 1. јуна 2008. године, трећа од 25. јануара до 26. априла 2009. године, четврта од 17. јануара до 2. маја 2010. године, пета од 27. фебруара до 15. маја 2011. године и шеста од 29. јануара до 1. априла 2012. године.
Серија Бела лађа броји 6 сезона и 90 епизода.

## Преглед серије
| Сезона | Сезона | Епизоде | Епизоде | Оригинално емитовање | Оригинално емитовање |
| Сезона | Сезона | Епизоде | Епизоде | Премијера            | Финале               |
| ------ | ------ | ------- | ------- | -------------------- | -------------------- |
|        | 1.     | 24      | 24      | 17. децембар 2006.   | 27. мај 2007.        |
|        | 2.     | 14      | 14      | 24. фебруар 2008.    | 1. јун 2008.         |
|        | 3.     | 14      | 14      | 25. јануар 2009.     | 26. април 2009.      |
|        | 4.     | 16      | 16      | 17. јануар 2010.     | 2. мај 2010.         |
|        | 5.     | 12      | 12      | 27. фебруар 2011.    | 15. мај 2011.        |
|        | 6.     | 10      | 10      | 29. јануар 2012.     | 1. април 2012.       |